# Rangkasbitung

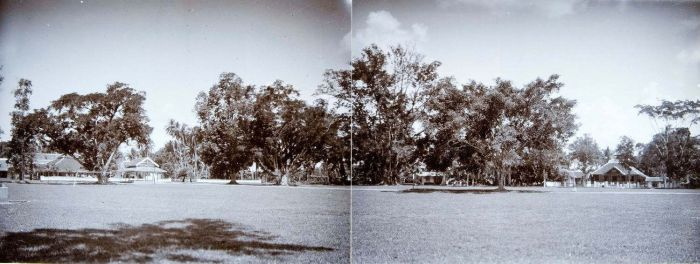
Panoramafoto. Alun-alun, Rangkasbitoeng. 1915-1926.

Rangkasbitung (Rangkasbitoeng) is een plaats in de huidige provincie Banten in het westen van Java, Indonesië.
In 1856 woonde Eduard Douwes Dekker hier enkele maanden, als assistent-resident van Lebak. 